# كيفن دان (كاتب أغاني)
كيفن دان (بالإنجليزية: Kevin McFoy Dunn)‏ هو كاتب أغاني أمريكي، ولد في 1951.